# Cidones
Cidones – gmina w Hiszpanii, w prowincji Soria, w Kastylii i León, o powierzchni 71,2 km². W 2011 roku gmina liczyła 347 mieszkańców.